# 保罗·加索尔
保罗·加索尔·赛斯（1980年7月6日—）為前西班牙职业篮球运动员，國際奧林匹克委員會委員。加泰罗尼亚人，位置為大前锋/中锋，與德克·诺维茨基同为欧洲著名的篮球运动员。生涯六次入選NBA全明星賽，蓋索於2002年被獲選為NBA年度最佳新秀，為史上第一名非美國本土球員贏得這一獎項。目前只有五名非美國本土球員贏得這一獎項（其他四人人分別是安德魯·威金斯、卡爾-安東尼·唐斯、班·西蒙斯以及盧卡·唐西奇）。
蓋索於2001年NBA選秀第一輪第三順位被亞特蘭大老鷹選中，隨後被交易到孟斐斯灰熊。並在灰熊隊待了七個賽季，之後加索尔在2008年被交易到洛杉磯湖人並贏得兩次NBA總冠軍。2014年，加索尔與芝加哥公牛簽約。2023年3月8日，湖人在与灰熊的比赛中场休息时，为加索尔举行了球衣退役仪式。

## 个人资料
加索尔的父亲奥古斯汀（Augustín）是一位護理師，母亲瑪瑞莎（Marisa）是一名醫生。他的胞弟马克·加索尔身高7呎1吋，同樣也是职业篮球员，亦曾和加索尔一起参加过2006年世界男子篮球锦标赛，2008年北京奧運，2012年倫敦奧運及2014年世界盃籃球賽。
在成为篮球员之前，加索尔所设的人生目标是追随他家庭的脚步成为一名医师，并且在巴塞罗那大学医学院就读了一年，直到篮球改变了他的计划。

## 早期生涯
加索尔早年加入西班牙第四級籃球聯賽的科爾內利亞俱樂部，當時球隊教練坎波斯（Juanjo Campos）在加索尔身上看到了藏不住的潛力。儘管有著身高的優勢，加索尔的基本功卻很扎實，在西班牙籃球甲級聯賽 也有著長人少見的控傳技術。加索尔在科爾內利亞兩季的好表現，吸引了西班牙豪門球隊巴塞隆那的注意，加索尔隨後被巴塞隆那網羅到他們的青年隊。
加索尔在18歲時被召上巴塞隆那的一隊，正式展開自己的職業生涯，另外也入選西班牙國家青年隊，和胡安·卡洛斯·納瓦羅、荷西·卡德隆、劳尔·洛佩兹等年輕球員被譽為是西班牙籃壇的「黃金世代」，攜手出征大大小小的國際賽。加索尔在巴塞隆那的最後一個賽季，平均上場24.7分鐘場均能拿到12.4分和5.8個籃板。巴塞隆那在2001年西班牙國家盃決賽中獲勝，加索尔被評為最有價值球員。之後加索尔参加2001年NBA选秀，被亚特兰大老鹰在第三位选中，随后被交易至孟菲斯灰熊以換取谢里夫·阿布杜-拉希姆。

## NBA生涯

### 孟菲斯灰熊（2001-2008）
加索尔加盟灰熊的第一個賽季每場比賽場均17.6分和8.9個籃板。並成為NBA史上第一個榮獲NBA年度最佳新秀的外籍球員，並入選了NBA最佳新秀陣容。他的加入使得灰熊的戰績開始好轉，也是隊內賽季唯一打滿82場比賽的球員。2004年续约灰熊，得到六年8600万的合約。
他同時也是西班牙国家男子篮球队的中坚力量，曾带领国家队在2004年奥运会中取得第七名的成绩。
2006年加索尔入选西區全明星队，并获得赛季MVP提名，同時也是灰熊隊史第一個入選NBA全明星賽的球員。在2006年世界男篮锦标赛，加索尔带领西班牙夺得金牌，并且个人荣登赛事最有价值球员。可是在对阿根廷的準决赛時受伤，折断左脚的小趾，而赛后夺冠的加索尔说了令人感动的话语：「戴在脖子上的金牌會趕走肉体上所有的伤痛。」由于他的受伤，加索尔缺席2006-07常规赛开始的19场，这也是灰熊在06-07赛季中表现不佳，最终排名常规赛全联盟垫底的原因之一。

### 洛杉磯湖人（2008-2014）

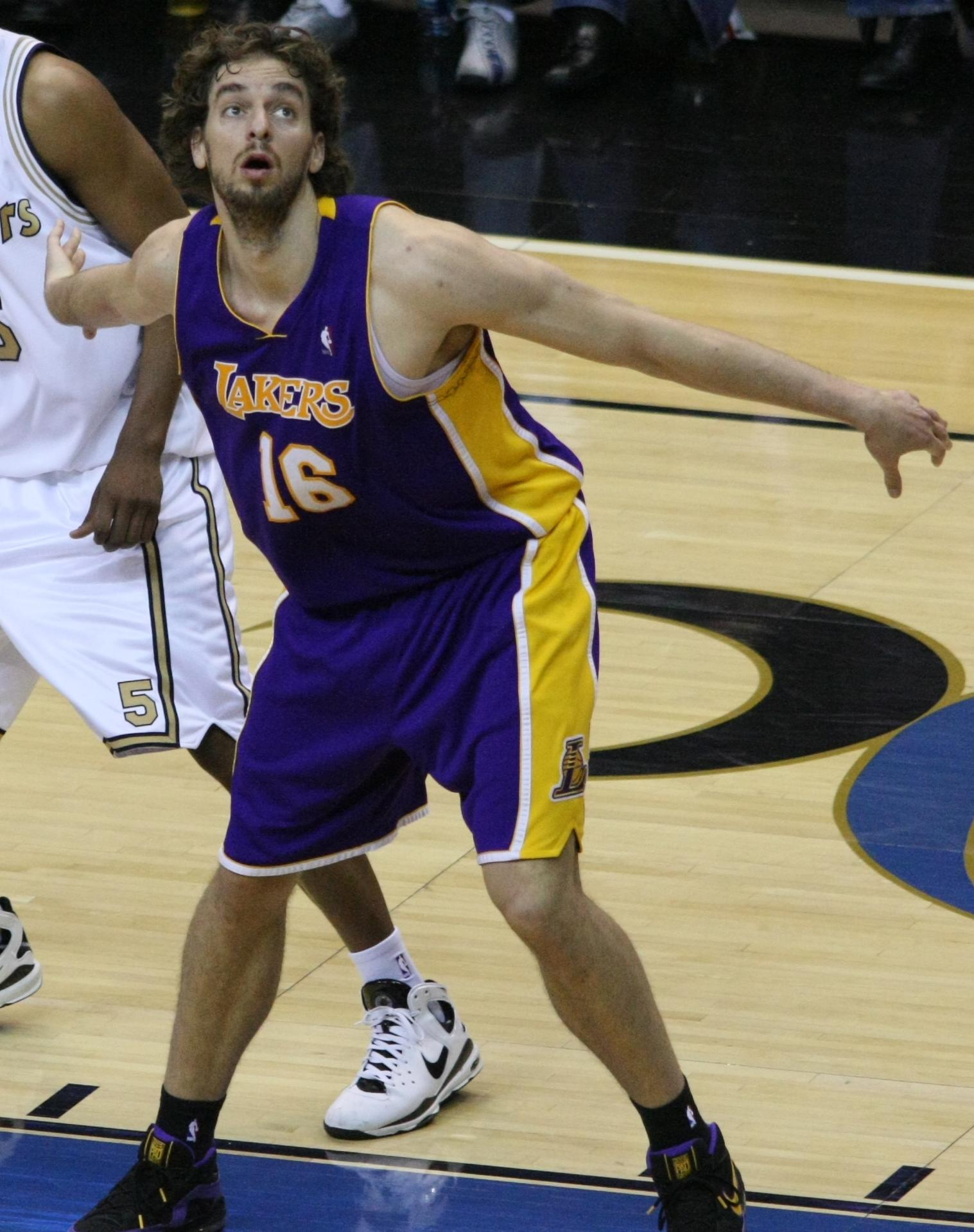
2008年蓋索於湖人

2008年2月，加索尔因為不想繼續待在重建中的灰熊，而提出2項要求，希望灰熊放他走:「交易我」和「給我弟弟一個機會」。洛杉矶湖人以大前锋夸梅·布朗、加索尔的弟弟马克·加索尔和新秀后卫加瓦利斯·克里坦顿以及两个未来首轮选秀权與灰熊交换加索尔。由於當時的湖人內線因為安德魯·拜南的受傷幾乎處於真空狀態，而加索尔的到來不僅填補了這一空缺，他不錯的低位和穩定的中距離增加了拜南沒有的移動和投籃能力，而加索尔也是湖人三角進攻的契合點，在他出戰的27場比賽中，湖人22勝5負，勝率高達81.5%，在此之前，湖人的戰績僅為32勝20負。
加索尔在湖人的第一個賽季，平均能得到18.8分、7.8籃板、3.5助攻、1.6阻攻，投籃命中率為生涯最高的58.9%，湖人也在科比·布萊恩、拉瑪·歐登和加索尔的帶領下一路殺到總決賽，然而儘管蓋索有平均14.7分、10.1籃板、3.3助攻的表現，湖人最終還是2－4敗給當時由保羅·皮爾斯、凱文·賈奈特及雷·艾倫組成的波士頓塞爾提克三巨頭。
2009年12月24日，加索尔與湖人簽了3年6470萬美元的合約，本季平均得分為18.9分，9.6個籃板，3.5次助攻。並幫助湖人在2009年NBA總決賽中擊敗奧蘭多魔術，加索尔贏得了他的第一個NBA總冠軍。
2010年球季，加索尔用逐漸成熟的內線技巧面對德懷特·霍華德和凱文·賈奈特等強力內線對手，湖人再度殺入總決賽，最終以4－3逆轉塞爾提克，成功為为湖人再度夺得总冠军，其和三角戰術相結合的出色影響力，人們普遍認為其重要性不亞於科比·布萊恩。他被體育新聞評選為體育界第十五強的運動員。
2011年季後賽，加索尔遭遇傷病困擾，湖人在季後賽首輪就遭到達拉斯獨行俠總比分4-0橫掃，成為本次季後賽首支晉級分區決賽的球隊，其主教練「禪師」菲爾·傑克森的教練生涯也宣告結束。
加索尔斬獲17分10籃板4助攻3火鍋，胞弟马克·加索尔11分6籃板2火鍋，幫助祖國西班牙以98比85擊敗法國完成二連霸的霸業。

### 芝加哥公牛（2014-2016）
2014年夏天，加索尔成了一名自由球員。因為對冠軍戒指的渴望，他選擇和芝加哥公牛簽下3年2100萬美元的合約。加索尔受訪時說：“這很困難，我有很多很好的選擇，但是我認為公牛才是最適合我的，現在我依舊這樣認為，這是一個很大的挑戰，但我是受到挑戰的驅動，所以我期待著。”
2015年1月1日，加索尔在對上丹佛金塊的比賽中送出了9次阻攻並得到了17分7籃板4助攻。兩天後，面對塞爾提克，加索尔攻下了29分16板5火鍋，接著在1月11日，加索尔在對密爾瓦基公鹿的比賽中獲得了職業生涯最高的46分。34歲的加索尔第五次入選全明星，也是第一次獲得先發位置。

### 聖安東尼奧馬刺（2016-2019）
2016年，加索尔宣布跳出合約，到自由市場試水溫，後來馬刺以2年3000萬簽下。
2017年3月4日，馬刺客場101:98險勝鵜鶘，加索尔以13分、8籃板、1阻攻﹝三分球5投1中﹞，成為NBA歷史第二位達成1800阻攻、命中100個三分球的紀錄。
2017年4月13日，馬刺客場97:101不敵爵士，加索尔以13分、7籃板，生涯正式達成2萬分；在NBA第四位完成20000分、10000籃板、3500助攻、1500阻攻的紀錄，前面三位是卡里姆·阿布都-賈霸、提姆·鄧肯、凱文·賈奈特。
2017年12月24日，馬刺客場108比99擊敗國王，加索以14分、11籃板、10助攻，生涯達成第十次大三元的紀錄。加索成為第5位以37歲年紀取得大三元的球員，前面四位是Elvin Hayes、提姆·鄧肯、傑森·基德、卡爾·馬龍。
2019年3月2號，馬刺官方宣佈球隊已經正式與加索完成合約買斷，他計劃將加盟公鹿。

### 密爾瓦基公鹿（2019）
2019年3月4日，蓋索通過Twitter正式宣布他加盟公鹿。據瞭解，蓋索將會在公鹿擔任布魯克·羅培茲(Brook Lopez)的替補。
2021年10月6日，蓋索宣佈正式退役，結束長達23年的職業生涯。
2023年3月8日，蓋索16號球衣正式在湖人主場退役，與好兄弟柯比・布萊恩的24號掛在一起

## 技術分析
加索尔可以胜任中锋和大前锋两个位置，在內線球员之中技术较细腻和全面，但是也被批评过于软弱。自2005-06赛季，在内线的攻擊更倾向于突破和碰撞，助攻方面也有很大的进步，并率领孟菲斯灰熊隊取得西區第五的成绩进入季后赛。此外加索尔也善於中距離投射，有時甚至會投進三分球。

## 所獲榮譽

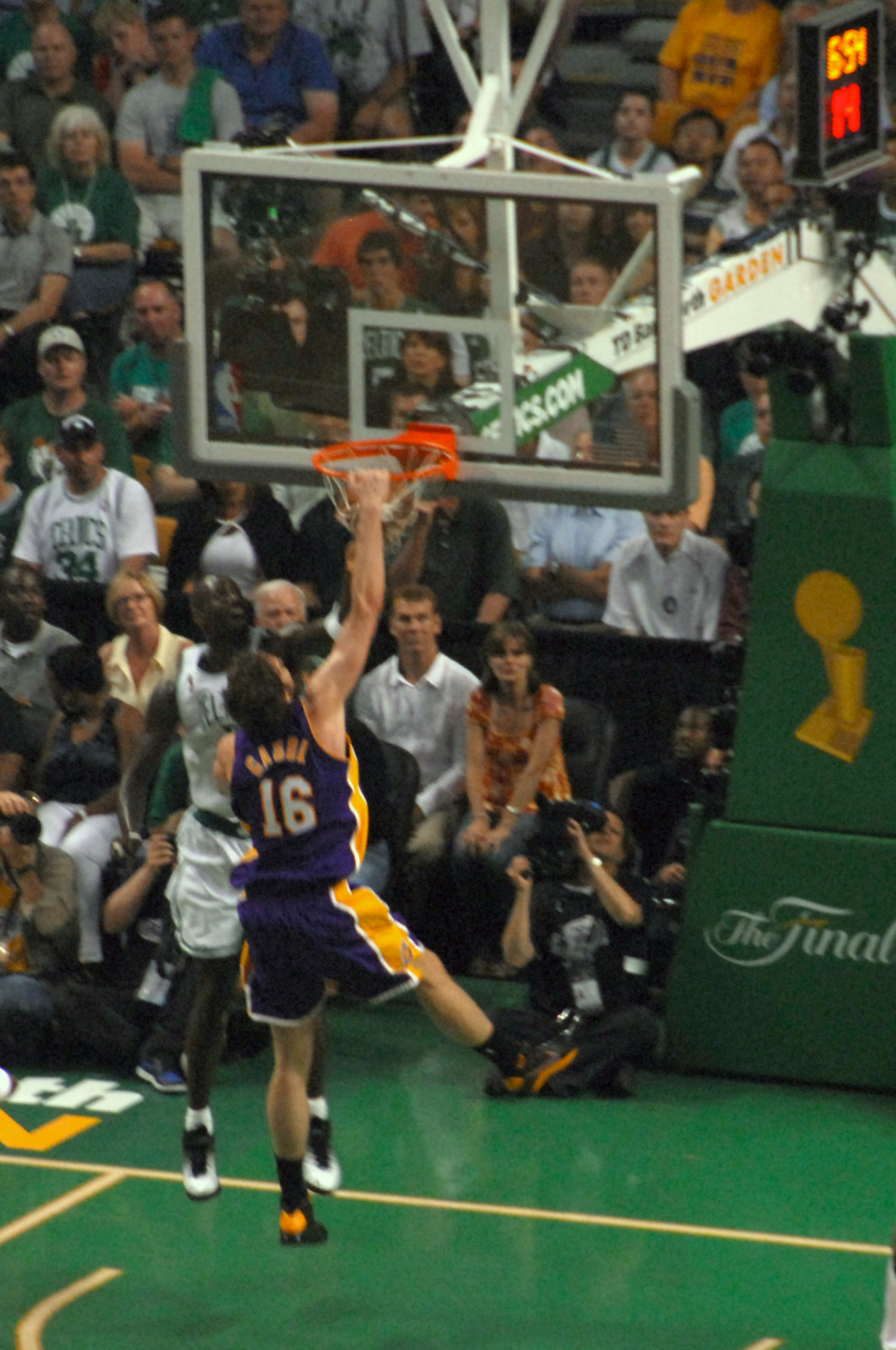
蓋索於2008年NBA總決賽灌籃

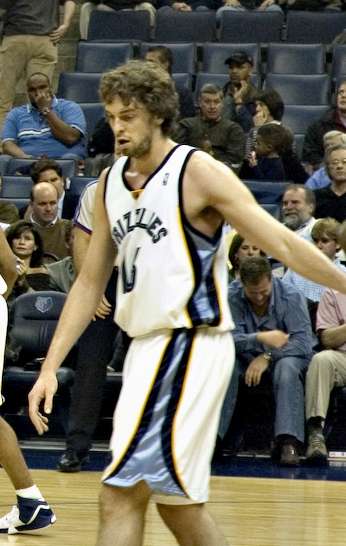
曼菲斯灰熊時期的蓋索。

### 西班牙国家队
- 世界青年锦标赛冠军：1998、1999
- 歐洲籃球錦標賽铜牌：2001
- 歐洲籃球錦標賽银牌：2003、2007
- 歐洲籃球錦標賽金牌:2009、2011、2015
- 世界男籃錦標賽第五名：2002
- 世界男籃錦標賽金牌：2006
- 世界男籃錦標賽MVP：2006
- 雅典奥运第七名：2004
- 北京奧運銀牌：2008
- 伦敦奥运银牌：2012
- 里約奥运銅牌：2016

### 巴塞罗那队时期
- 西班牙籃球联赛冠军：2001
- 西班牙籃球联赛MVP：2001

### NBA聯盟
- NBA總冠軍：2009年、2010年
- NBA最佳新秀、最佳新秀第一隊：2002
- 本月最佳新秀：2001年11月、2002年1月及2月
- NBA全明星賽：2006、2009、2010、2011、2015、2016
- NBA單月最佳球員：2008,2月
- NBA聯盟第二隊：2011、2015
- NBA聯盟第三隊：2008、2009
- NBA公民獎：2012
- 年度洛城最佳運動員：2009
- 魔術強森獎：2015
- 美國籃球名人堂：2023

## 職業生涯數據

### NBA例行賽數據統計
| 賽季     | 球隊           | GP    | GS    | MPG  | FG%  | 3P%  | FT%  | RPG  | APG | SPG | BPG | PPG  |  |
| -------- | -------------- | ----- | ----- | ---- | ---- | ---- | ---- | ---- | --- | --- | --- | ---- |  |
| 2001–02  | 曼斐斯灰熊     | 82    | 79    | 36.7 | 51.8 | 20.0 | 70.9 | 8.9  | 2.7 | 0.5 | 2.0 | 17.6 |  |
| 2002–03  | 曼斐斯灰熊     | 82    | 82    | 36.0 | 51.0 | 10.0 | 73.6 | 8.7  | 2.8 | 0.4 | 1.8 | 19.0 |  |
| 2003–04  | 曼斐斯灰熊     | 78    | 78    | 31.5 | 48.2 | 26.7 | 71.4 | 7.7  | 2.5 | 0.5 | 1.6 | 17.7 |  |
| 2004–05  | 曼斐斯灰熊     | 56    | 53    | 32.0 | 51.4 | 16.7 | 76.8 | 7.3  | 2.4 | 0.6 | 1.6 | 17.8 |  |
| 2005–06  | 曼斐斯灰熊     | 80    | 80    | 39.2 | 50.3 | 25.0 | 68.9 | 8.9  | 4.6 | 0.5 | 1.9 | 20.4 |  |
| 2006–07  | 曼斐斯灰熊     | 59    | 59    | 36.1 | 53.8 | 27.3 | 74.8 | 9.8  | 3.4 | 0.4 | 2.1 | 20.8 |  |
| 2007–08  | 曼斐斯灰熊     | 39    | 39    | 36.7 | 50.1 | 26.7 | 81.9 | 8.8  | 3.0 | 0.4 | 1.4 | 18.9 |  |
| 2007–08  | 洛杉磯湖人     | 27    | 27    | 34.0 | 58.9 | 34.5 | 78.9 | 7.9  | 3.5 | 0.5 | 1.5 | 18.8 |  |
| 2008–09† | 洛杉磯湖人     | 81    | 81    | 37.0 | 56.7 | 50.0 | 78.1 | 9.6  | 3.5 | 0.6 | 1.0 | 18.9 |  |
| 2009–10† | 洛杉磯湖人     | 65    | 65    | 37.0 | 53.6 | 0.0  | 79.0 | 11.3 | 3.4 | 0.5 | 1.7 | 18.3 |  |
| 2010–11  | 洛杉磯湖人     | 82    | 82    | 37.0 | 52.9 | 33.3 | 82.3 | 10.2 | 3.3 | 1.5 | 1.7 | 18.8 |  |
| 2011–12  | 洛杉磯湖人     | 65    | 65    | 37.4 | 50.1 | 25.9 | 78.2 | 10.4 | 3.6 | 0.5 | 1.3 | 17.4 |  |
| 2012–13  | 洛杉磯湖人     | 49    | 42    | 33.8 | 46.6 | 28.6 | 70.2 | 8.6  | 4.1 | 0.4 | 1.2 | 13.7 |  |
| 2013–14  | 洛杉磯湖人     | 60    | 60    | 31.4 | 48.0 | 28.6 | 73.6 | 9.7  | 3.4 | 0.4 | 1.5 | 17.4 |  |
| 2014–15  | 芝加哥公牛     | 78    | 78    | 34.4 | 49.4 | 46.2 | 80.3 | 11.8 | 2.7 | 0.3 | 1.8 | 18.5 |  |
| 2015–16  | 芝加哥公牛     | 72    | 72    | 31.8 | 46.9 | 34.8 | 79.2 | 11.1 | 4.1 | 0.5 | 2.0 | 16.5 |  |
| 2016–17  | 聖安東尼奧馬刺 | 64    | 39    | 25.4 | 50.2 | 53.8 | 70.7 | 7.9  | 2.3 | 0.3 | 1.0 | 12.4 |  |
| 2017–18  | 聖安東尼奧馬刺 | 77    | 63    | 23.5 | .458 | .358 | .756 | 8.0  | 3.1 | .3  | 1.0 | 10.1 |  |
| 2018–19  | 聖安東尼奧馬刺 | 27    | 6     | 12.2 | .466 | .500 | .711 | 4.7  | 1.9 | .2  | .5  | 4.2  |  |
| 生涯     | 生涯           | 1,223 | 1,150 | 33.5 | .507 | .369 | .754 | 9.2  | 3.2 | .5  | 1.6 | 17.1 |  |

### NBA季後賽數據統計
| 賽季   | 球隊   | GP  | GS  | MPG  | FG%  | 3P%   | FT%  | RPG  | APG | SPG | BPG | PPG  |
| ------ | ------ | --- | --- | ---- | ---- | ----- | ---- | ---- | --- | --- | --- | ---- |
| 2004   | 灰熊   | 4   | 4   | 33.5 | .571 | –     | .900 | 5.0  | 2.5 | 1.0 | 1.5 | 18.5 |
| 2005   | 灰熊   | 4   | 4   | 33.3 | .488 | 1.000 | .500 | 7.5  | 2.5 | .5  | 1.8 | 21.3 |
| 2006   | 灰熊   | 4   | 4   | 39.5 | .433 | .000  | .767 | 6.8  | 3.0 | .5  | 1.2 | 20.3 |
| 2008   | 湖人   | 21  | 21  | 39.8 | .530 | –     | .692 | 9.3  | 4.0 | .5  | 1.9 | 16.9 |
| 2009†  | 湖人   | 23  | 23  | 40.5 | .580 | –     | .714 | 10.8 | 2.5 | .8  | 2.0 | 18.3 |
| 2010†  | 湖人   | 23  | 23  | 39.7 | .539 | .000  | .759 | 11.1 | 3.5 | .4  | 2.1 | 19.6 |
| 2011   | 湖人   | 10  | 10  | 35.8 | .420 | .500  | .800 | 7.8  | 3.8 | .4  | 1.7 | 13.1 |
| 2012   | 湖人   | 12  | 12  | 37.0 | .434 | .400  | .828 | 9.5  | 3.7 | .5  | 2.1 | 12.5 |
| 2013   | 湖人   | 4   | 4   | 36.5 | .481 | –     | .545 | 11.5 | 6.3 | .5  | .8  | 14.0 |
| 2015   | 公牛   | 10  | 10  | 31.7 | .487 | .000  | .762 | 9.4  | 3.1 | .5  | 2.1 | 14.4 |
| 2017   | 馬刺   | 16  | 7   | 22.8 | .439 | .333  | .708 | 7.1  | 1.9 | .4  | .9  | 7.7  |
| 2018   | 馬刺   | 5   | 0   | 18.0 | .500 | .333  | .900 | 4.8  | 2.8 | .0  | .2  | 6.0  |
| Career | Career | 136 | 122 | 35.5 | .508 | .297  | .741 | 9.2  | 3.2 | .5  | 1.7 | 15.4 |